# Porgány
Porgány románul: Pordeanu, falu Romániában, a Bánságban, Temes megyében.

## Fekvése
A Marostól délre, Nagyszentmiklóstól északnyugatra, Kiszombor és Bolgártelep közt fekvő település. 

## Története
Porgány 1848-ig önálló puszta, 1838-ban még csak 32 házzal és 202 magyar dohánytermeléssel foglalkozó lakossal. Földesura gróf Nákó Sándor volt. 1861-ben alakult önálló községgé.
1851-ben Fényes Elek írta Porgányról: „Porgány, népes magyar puszta, Torontál vármegyében, 32 házzal, 202 katholikus lakossal, dohány-termesztéssel. Földesura gróf Nákó Sándor. Utolsó posta: Komlós.”
A trianoni békeszerződés előtt Torontál vármegye Nagyszentmiklósi járásához tartozott.
1910-ben 980 lakosából 865 magyar, 48 német, 44 román volt. Ebből 826 római katolikus, 57 görögkatolikus,37 görögkeleti ortodox volt.
Porgány határának déli részén, Pusztakeresztúr szomszédságában állt egykor Kisporgány-szállás is, mely idővel elpusztult. Az ott lakó családok Porgányba és Pusztakeresztúrba telepedtek át.